# The Son of Bigfoot
The Son of Bigfoot (bra: Big Pai, Big Filho; prt: Bigfoot Junior) é um filme de comédia dramática de animação por computador Belgo-francês. É dirigido por Ben Stassen e Jeremy Degruson.

## Sinopse
Adam é um adolescente que sai em uma missão épica e ousada para tentar descobrir um mistério por trás de seu pai, que está sumido há muito tempo. Até que então ele descobre que seu pai não é ninguém mais, ninguém menos do que o lendário Pé Grande. Ele tem se escondido na floresta há anos para proteger a si mesmo e sua família de HairCo., uma grande corporação que quer fazer experimentos científicos com seu DNA especial. Enquanto pai e o filho começam a passar um tempo juntos, Adam logo descobre que ele também tem super poderes, além de sua imaginação.

## Elenco
- Pappy Faulkner como Adam Harrison
- Chris Parson como Bigfoot / Dr. Harrison
- Terrence Stone como Wallace Eastman
- Marieve Herington como Shelly Harrison
- Laila Berzins como Weecha the Raccoon, 911 Operator
- Sandy Fox como Tina the Red Squirrel
- Joe Ochman como Trapper the Raccoon, Tom
- Alan Shearman como Dr. Billingsley
- Michael Sorich como Wilbur the Kodiak Bear
- Shylo Summer como Eva
- Joe J. Thomas como Steve the European Green Woodpecker
- Cinda Adams como Secretary, Waitress
- John Allsop como Agent #2
- George Babbit como Truck Driver
- Tom Blank como Mr. Blakestone
- Barry D. Buckner como Garcia
- Joey Camen como Principal Jones
- Mari Devon como Female Reporter, Mildred

## Sequência
Ben Stassen anunciou que uma sequência está em andamento sob o título Bigfoot Superstar, previsto para o verão de 2020, que ocorrerá alguns anos após o primeiro filme.